# Sitio de Algeciras (1309-1310)
El sitio de Algeciras de 1309 fue una empresa militar desarrollada por el rey de Castilla Fernando IV en el marco de la reconquista de Al-Ándalus con el objetivo de tomar la ciudad de Al-Yazírat al-Jadra. El asedio se extendería durante seis meses, entre los meses de julio de 1309 y enero de 1310, durante los cuales los castellanos tomaron la vecina ciudad de Gibraltar. Finalmente las tropas cristianas debieron abandonar el asedio debido a las fuertes defensas de la ciudad, a las malas condiciones climáticas, a la epidemia que asoló el campamento cristiano, y a la deserción del infante Juan de Castilla el de Tarifa y de don Juan Manuel, quienes abandonaron el asedio junto con otros quinientos caballeros.

## Antecedentes
El 19 de diciembre de 1308 en Alcalá de Henares, Fernando IV de Castilla y los embajadores aragoneses Bernaldo de Sarriá y Gonzalo García rubricaron el tratado de Alcalá de Henares. Fernando IV, que contaba con el apoyo de su hermano, el infante Pedro, de Diego López V de Haro, del arzobispo de Toledo y del obispo de Zamora, acordó iniciar la guerra contra el reino de Granada el 24 de junio de 1309 y se comprometió, al igual que el monarca aragonés, a no firmar una paz por separado con el monarca granadino. El rey castellano aportaría diez galeras a la expedición y otras tantas el rey aragonés. Se aprobó con la anuencia de ambas partes que las tropas del reino de Castilla y León atacarían las plazas de Algeciras y Gibraltar, mientras que los aragoneses conquistarían la ciudad de Almería. 

Fernando IV se comprometió a ceder una sexta parte del reino de Granada al rey aragonés, y le concedió el reino de Almería en su totalidad como adelanto por el mismo, excepto las plazas de Bedmar, Locubín, Alcaudete, Quesada y Arenas, que habían formado parte del reino de Castilla y León en el pasado. Fernando IV estableció que si se daba la circunstancia de que el reino de Almería no se correspondiese con la sexta parte del reino de Granada el arzobispo de Toledo por parte de Castilla y el Obispo de Valencia por parte de los aragoneses serían los encargados de resolver las posibles deficiencias del cálculo. La concesión al reino de Aragón de una parte tan extensa del reino nazarita de Granada motivó que el infante Juan de Castilla el de Tarifa y don Juan Manuel protestasen contra la ratificación del tratado, aunque dicha protesta no tuvo consecuencias.

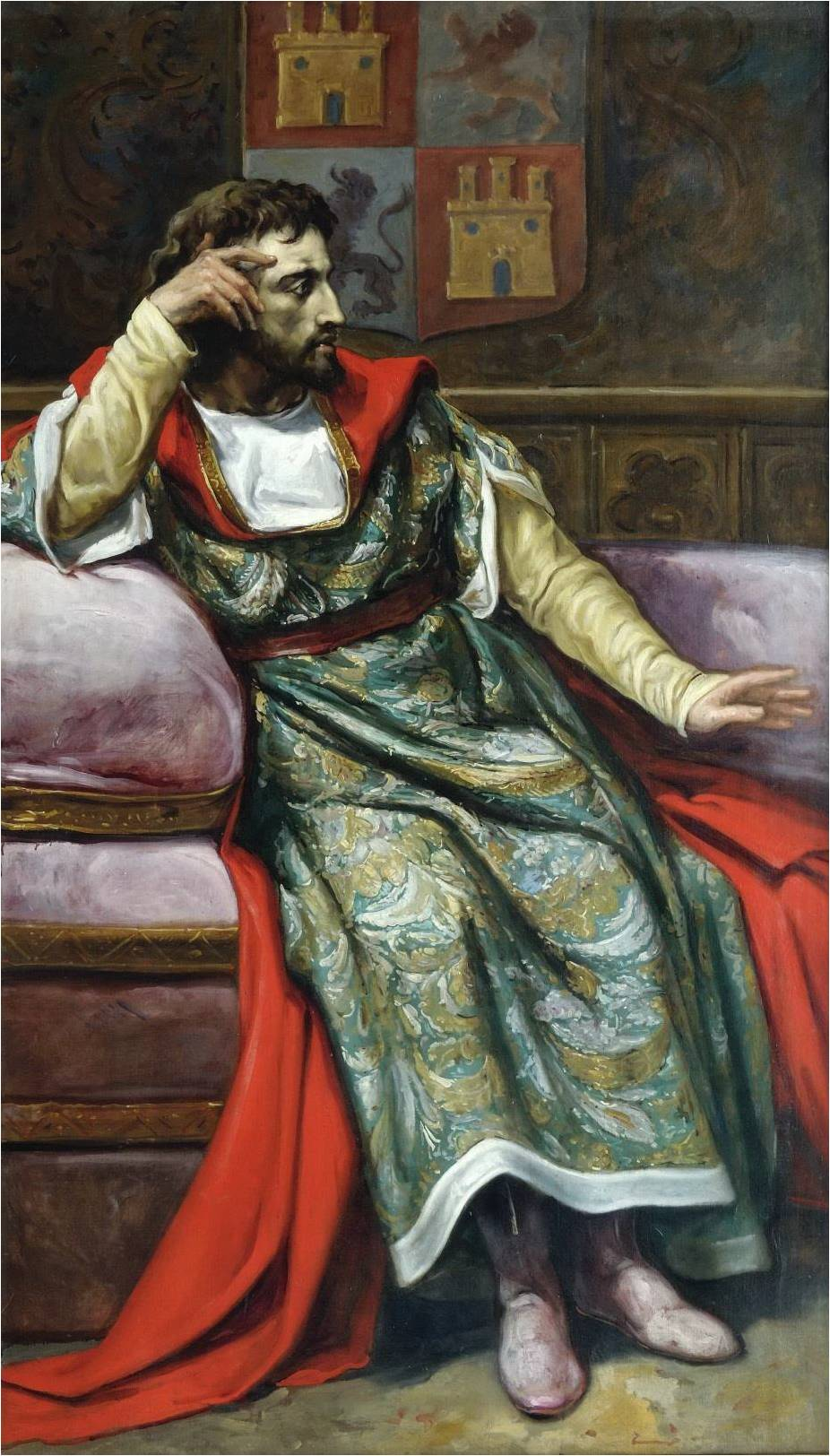
Retrato imaginario de Fernando IV de Castilla, por José María Rodríguez de Losada. Ca. 1892-1894. (Ayuntamiento de León).

La entrada en vigor de las cláusulas del tratado de Alcalá de Henares supuso una notable ampliación de los futuros límites del Reino de Aragón, que alcanzó unos límites mayores que los previstos en los tratados de Cazola y Almizra, en los que se habían establecido las futuras áreas de expansión de los reinos de Castilla y Aragón en el pasado. Además, Fernando IV otorgó su consentimiento para que Jaime II de Aragón negociase una alianza con el sultán de los Benimerines, a fin de combatir al reino de Granada.
Tras la firma del tratado de Alcalá de Henares, los reyes de Castilla y Aragón enviaron embajadores a la Corte de Aviñón, a fin de solicitar al Papa Clemente V que concediese la condición de cruzada a la lucha contra los musulmanes del sur de la península ibérica, y para que concediese la necesaria dispensa para la celebración del matrimonio entre la infanta Leonor de Castilla, hija primogénita y heredera de Fernando IV, y el infante Jaime de Aragón, hijo y heredero de Jaime II de Aragón, a lo que el Papa accedió, pues la dispensa necesaria para celebrar dicho matrimonio fue otorgada antes de la llegada de los embajadores a Aviñón. El 24 de abril de 1309 el Papa Clemente V, mediante la bula "Indesinentis cure", autorizó la predicación de la cruzada en los dominios del rey Jaime II de Aragón, y otorgó a la empresa los diezmos que habían sido destinados a la conquista de Córcega y Cerdeña.
En las Cortes de Madrid de 1309, las primeras celebradas en la actual capital de España, el rey manifestó su deseo de ir a la guerra contra el reino de Granada, al tiempo que demandaba subsidios para poder hacer la guerra. En dichas Cortes estuvieron presentes el rey Fernando IV y su esposa, la reina María de Molina, los infantes Pedro, Felipe y Juan, don Juan Manuel, Juan Núñez II de Lara, Diego López V de Haro, Alfonso Téllez de Molina, hermano de la reina María de Molina, el arzobispo de Toledo, los Maestres de las Órdenes Militares de Santiago y Calatrava, los representantes de las ciudades y concejos, y otros nobles y prelados. Las Cortes aprobaron la concesión de cinco servicios, destinados a pagar las soldadas de los ricoshombres e hidalgos. 
Numerosos magnates del reino, encabezados por el infante Juan de Castilla el de Tarifa y por don Juan Manuel, se opusieron al proyecto de tomar la ciudad de Algeciras, pues preferían realizar una campaña de saqueo y devastación en la Vega de Granada. Además, el infante Juan se hallaba resentido con el rey debido a la negativa de este último a entregarle el municipio de Ponferrada, y don Juan Manuel, a pesar de que deseaba hacer la guerra al reino de Granada desde sus tierras murcianas, fue obligado por Fernando IV a participar junto a sus mesnadas en el cerco de Algeciras.
En esos momentos, el Maestre de la Orden de Calatrava realizó una incursión en la frontera y obtuvo un considerable botín, y el 13 de marzo de 1309 el obispo de Cartagena, contando con la aprobación del cabildo catedralicio de Cartagena, se apoderó de la villa y del castillo de Lubrín, que posteriormente le serían donados por Fernando IV el Emplazado. Terminadas las Cortes de Madrid, Fernando IV se dirigió a Toledo, donde aguardó a que se le uniesen sus tropas, al tiempo que dejaba a su madre, la reina María de Molina, a cargo del gobierno del reino, confiándole la custodia de los sellos.

## Movilización cristiana
En la campaña intervinieron el infante Juan de Castilla el de Tarifa, don Juan Manuel, Diego López V de Haro, señor de Vizcaya, Juan Núñez II de Lara, señor de la Casa de Lara, Guzmán el Bueno, Fernán Ruiz de Saldaña, y otros magnates y ricoshombres castellanos. También tomaron parte en la empresa las milicias concejiles de Salamanca, Segovia, Sevilla, y de otras ciudades.
Por su parte, el rey Dionisio I de Portugal, suegro de Fernando IV de Castilla, envió un contingente de 700 caballeros a las órdenes de Martín Gil de Sousa, Alférez del rey de Portugal, y Jaime II de Aragón aportó a la expedición contra Algeciras diez galeras. El papa Clemente V, mediante la bula "Prioribus, decanis", emitida el 29 de abril de 1309 en la ciudad de Aviñón, concedió a Fernando IV de Castilla la décima parte de todas las rentas eclesiásticas de sus reinos durante tres años, a fin de contribuir al sostenimiento de la guerra contra el reino de Granada. 
Desde la ciudad de Toledo, Fernando IV se dirigió a Córdoba, donde los emisarios del rey de Aragón le anunciaron que Jaime II de Aragón estaba dispuesto para comenzar el sitio de Almería. En la ciudad de Córdoba el rey Fernando IV discutió de nuevo el plan de campaña, pues su hermano el infante Pedro, su tío el infante Juan de Castilla el de Tarifa, don Juan Manuel y Diego López V de Haro, entre otros, se oponían al proyecto de cercar la ciudad de Algeciras, ya que todos ellos preferían saquear y devastar la Vega de Granada mediante una serie de ataques sucesivos que desmoralizarían a los musulmanes granadinos. No obstante, la voluntad de Fernando IV prevaleció y las tropas castellano-leonesas se prepararon para sitiar Algeciras. 
Los últimos preparativos de la campaña fueron realizados en la ciudad de Sevilla, a la que Fernando IV llegó a principios de julio de 1309. Los víveres y suministros acumulados en la ciudad de Sevilla por el ejército castellano-leonés fueron trasladados por el río Guadalquivir, y posteriormente por mar hasta Algeciras.

## El asedio de Algeciras
El día 27 de julio Fernando IV se emplazó en los términos de Algeciras y comenzó la construcción de cavas alrededor de la villa. Los primeros días del cerco las escaramuzas entre los defensores yaziríes y los castellanos se sucedieron en los alrededores de la ciudad. La salida de caballeros musulmanes por las puertas de la ciudad era constantemente respondida por partidas de soldados y la lucha cuerpo a cuerpo no acababa de inclinar la balanza del combate en ningún sentido.
El cerco centrado en la parte terrestre evitaba el aprovisionamiento de la ciudad desde las cercanas ciudades del Reino de Granada. Sin embargo era constante la llegada de viandas vía marítima desde el norte de África y desde Gibraltar. Con el objeto de evitar la posible entrada en combate de las escasas tropas gibraltareñas y para evitar el tedio que un largo asedio producía en las tropas de Castilla se estableció la necesidad de cercar esta ciudad. Tras un cerco de escasos días a primeros de octubre Gibraltar fue tomada por Alonso Pérez de Guzmán que se encontraba en el sitio en ayuda del rey. Esta ciudad fue entonces mandada poblar por ciudadanos de Castilla dándose un amplio fuero que permitía que se estableciesen en ella incluso ciudadanos con deudas pendientes con la justicia del Reino, excluyéndose el delito de traición.
Durante el invierno Algeciras sufrió de grandes inundaciones que afectaron sobre todo al campamento cristiano. Quedaron parcialmente destruidas muchas de las construcciones y habitaciones del campamento. Las cavas y trincheras construidas durante las primeras semanas bajo las saetas de los defensores de Algeciras quedaron también inutilizadas.
A mediados de septiembre se recibió en el real la noticia de la muerte de Alonso Pérez de Guzmán en las sierras de Gaucín mientras realizaba tareas de control de las zonas próximas a Algeciras. La muerte de este importante caballero castellano fue un duro golpe para los sitiadores pues más aún que el rey de Castilla era este noble el que inspiraba la reconquista en las fronteras del estrecho tras su destacada actuación en la defensa de Tarifa en 1294. A esta pérdida se sumó la partida del infante don Juan de Castilla junto a Juan Manuel, nieto del rey y quinientos caballeros. Don Juan, precisamente el que puso cerco a Tarifa junto a tropas benimerines y granadinas durante la defensa de Guzmán el Bueno abandonaba de este modo a su joven sobrino que no desistió en su intento de tomar la ciudad. Tal acción, motivada porque Fernando IV les debía ciertas cantidades de dinero correspondientes a sus soldadas, provocó la indignación de las Cortes europeas y la protesta de Jaime II de Aragón, quien intentó persuadir a los desertores, aunque infructuosamente, para que regresasen al sitio de Algeciras. Sin embargo, el rey Fernando IV, que contaba con el apoyo de su hermano el infante Pedro, de Juan Núñez de Lara y de Diego López V de Haro, persistió en su intento de apoderarse de Algeciras.

Unos 400 caballeros pertenecientes a las tropas de Galicia del arzobispo de Santiago de Compostela, Rodrigo de Padrón, acudieron al cerco en las semanas siguientes aumentando el convencimiento del monarca cristiano de que era posible mantener el asedio. Se amplió el cerco terrestre con estas nuevas tropas de modo que la salida desde la ciudad se hacía imposible. Esto, unido a las pocas vituallas que entraban a través del puerto de la ciudad, hacía que la situación dentro de las murallas comenzara a ser desesperada. Desde las almenas no cesaban de disparar los defensores saetas, pero los daños causados en los sitiadores eran escasos.

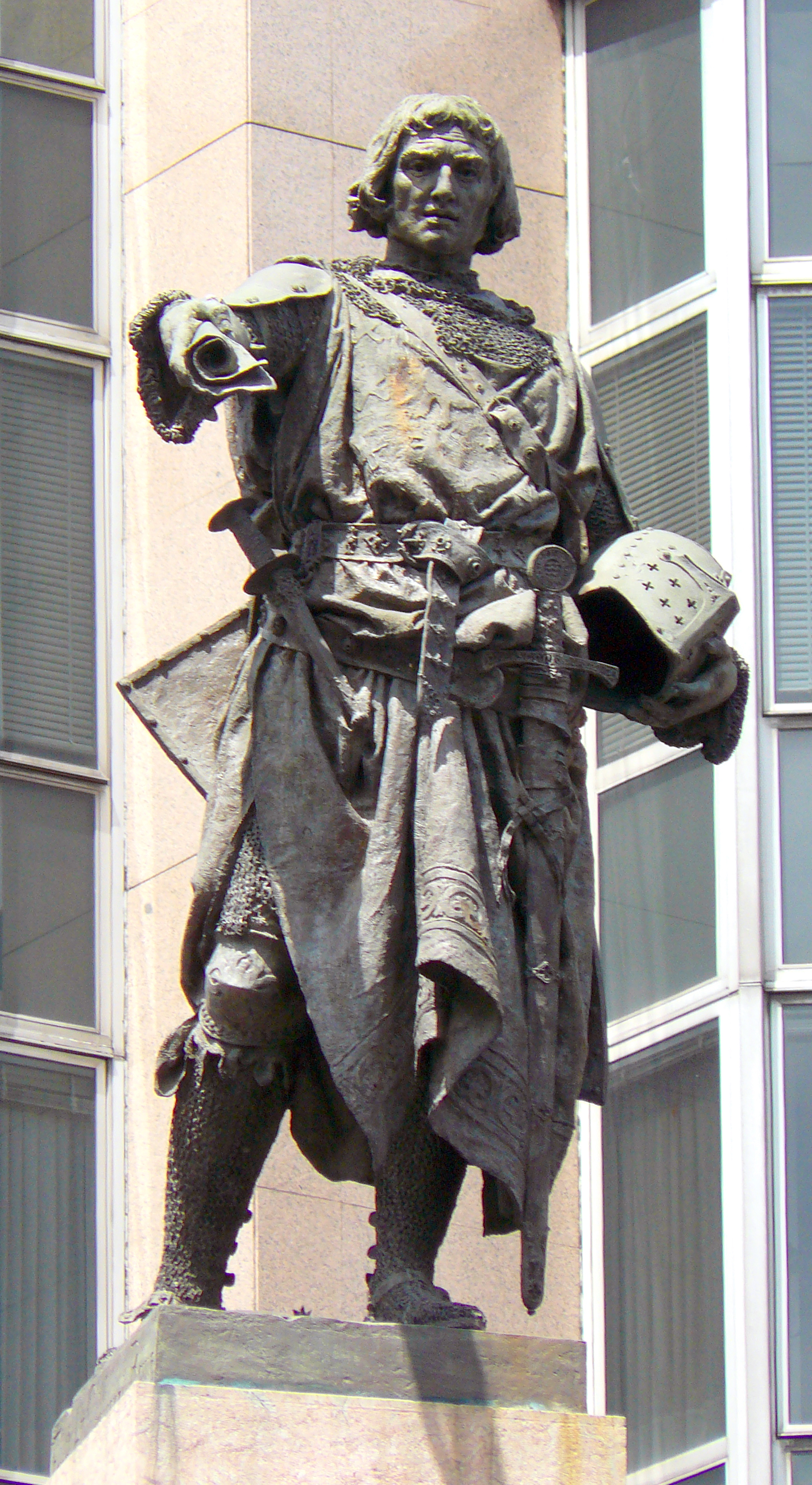
Estatua de Diego López V de Haro, señor de Vizcaya. Mariano Benlliure. (Bilbao).

Las principales bajas en los de Fernando IV no venían de este modo de los ataques de los algecireños. Las constantes lluvias no habían cesado desde el inicio del cerco. Se hacían intransitables los caminos y los alimentos se estropeaban rápidamente. En estas condiciones insalubres era de esperar que la peste hiciera presencia en el campamento. Desde enero de 1310 fueron numerosas las bajas que esta enfermedad causó entre los sitiadores. Diego López de Haro fue uno de los nobles que sucumbieron durante el sitio aumentando el descontento en el real de Castilla. Las tropas de Granada, con Muhámmed III al frente, habían salido desde la capital del reino a finales de 1309 con el objetivo se socorrer a la ciudad tras haber recibido noticias de las penosas condiciones en las que se encontraban sus defensores. Las fuertes lluvias y el temporal que llevaba semanas cerniéndose sobre la comarca de Algeciras hicieron que tuviese que desistir en su empresa.
En enero de 1310 el rey Fernando IV decidió negociar con los granadinos, quienes habían enviado como emisario al campamento cristiano al arraez de Andarax. Alcanzado un acuerdo, en el que se estipulaba que a cambio de levantar el asedio de Algeciras Fernando IV recibiría Quesada y Bedmar, además de 50 000 doblas de oro, el rey ordenó levantar el asedio a finales de enero de 1310. Tras la firma del acuerdo preliminar falleció Diego López V de Haro, y María Díaz de Haro, esposa del infante Juan, tomó posesión del señorío de Vizcaya. A continuación, el infante Juan de Castilla el de Tarifa devolvió al rey las villas de Paredes de Nava, Cabreros, Medina de Rioseco, Castronuño y Mansilla. A finales de enero de 1310, casi al mismo tiempo que Fernando IV ordenaba levantar el cerco de Algeciras, Jaime II de Aragón ordenó que se levantara el asedio de Almería, sin haber conseguido conquistar la ciudad.
En conjunto, la campaña del año 1309 resultó más provechosa para las armas del reino de Castilla que para las de Aragón, ya que Fernando IV pudo incorporar Gibraltar a sus dominios. La traición y deserción de los dos familiares del rey, Don Juan Manuel y el infante Juan de Castilla fue mal considerada por todas las Cortes europeas, que no ahorraron calificativos a la hora de definir a los dos magnates castellanos.